# Leids Papyrologisch Instituut
Het Leids Papyrologisch Instituut (afgekort: LPI) is een Nederlands instituut binnen de Universiteit Leiden voor de bestudering van papyri met Griekse en demotische teksten. Het instituut bezit een eigen collectie papyri, geeft teksten uit, en de medewerkers geven colleges over verschillende onderwerpen binnen de papyrologie.

## Geschiedenis
Het Leids Papyrologisch Instituut werd in 1935 opgericht door de hoogleraren Bernard van Groningen (Oud Grieks), Julius van Oven (Romeins recht) en docent Grieks-Egyptische papyrologie Martin David. Aanleiding was de schenking van een papyruscollectie uit het privé-bezit van de Amerikaanse kunstverzamelaar Edward Perry Warren. De collectie werd snel daarop uitgebreid door aankopen van Van Groningen in Egypte. 
Van Oven bestudeerde met rechtenstudenten onder andere de originele teksten op papyrus van de Romeinse rechtsgeleerde Gaius. De colleges Griekse Papyrologie werden gegeven vanuit een interdisciplinaire invalshoek, wat destijds bijzonder was. Na de Tweede Wereldoorlog nam het instituut de publicatie van de Berichtigungsliste der Griechischen Papyrusurkunden aus Ägypten op zich, een regelmatig verschijnende lijst van correcties op publicaties van documentaire Griekstalige papyri. Deze taak werd opgenomen door E.P. Wegener en E. Boswinkel. De Berichtigungsliste wordt nog altijd in Leiden uitgegeven, sinds 2009 in samenwerking met de Universiteit van Heidelberg. Vanaf 1969 had P.W. Pestman de leiding over het LPI. In 2002-2008 was K.A. Worp als bijzonder hoogleraar papyrologie aan het LPI verbonden.
In de loop der jaren groeide de verzameling uit tot een studiecollectie van circa 600 teksten uit Grieks-Romeins Egypte en 20 Demotische ostraca (potscherven) die een gefragmenteerde kijk geven op het leven in Egypte van ca. 300 voor Chr. tot 800 na Chr.
Veel teksten in beheer bij het Instituut maken deel uit van archieven: groepen documenten die al in de oudheid bijeengebracht zijn om persoonlijke of officiële redenen. De bestudering van dergelijke archieven blijft een van de specialiteiten van het Instituut.